# Acacia welwitschii
Acacia welwitschii är en ärtväxtart som beskrevs av Daniel Oliver. Acacia welwitschii ingår i släktet akacior, och familjen ärtväxter.

## Underarter
Arten delas in i följande underarter:
- A. w. delagoensis
- A. w. welwitschii

## Bilder

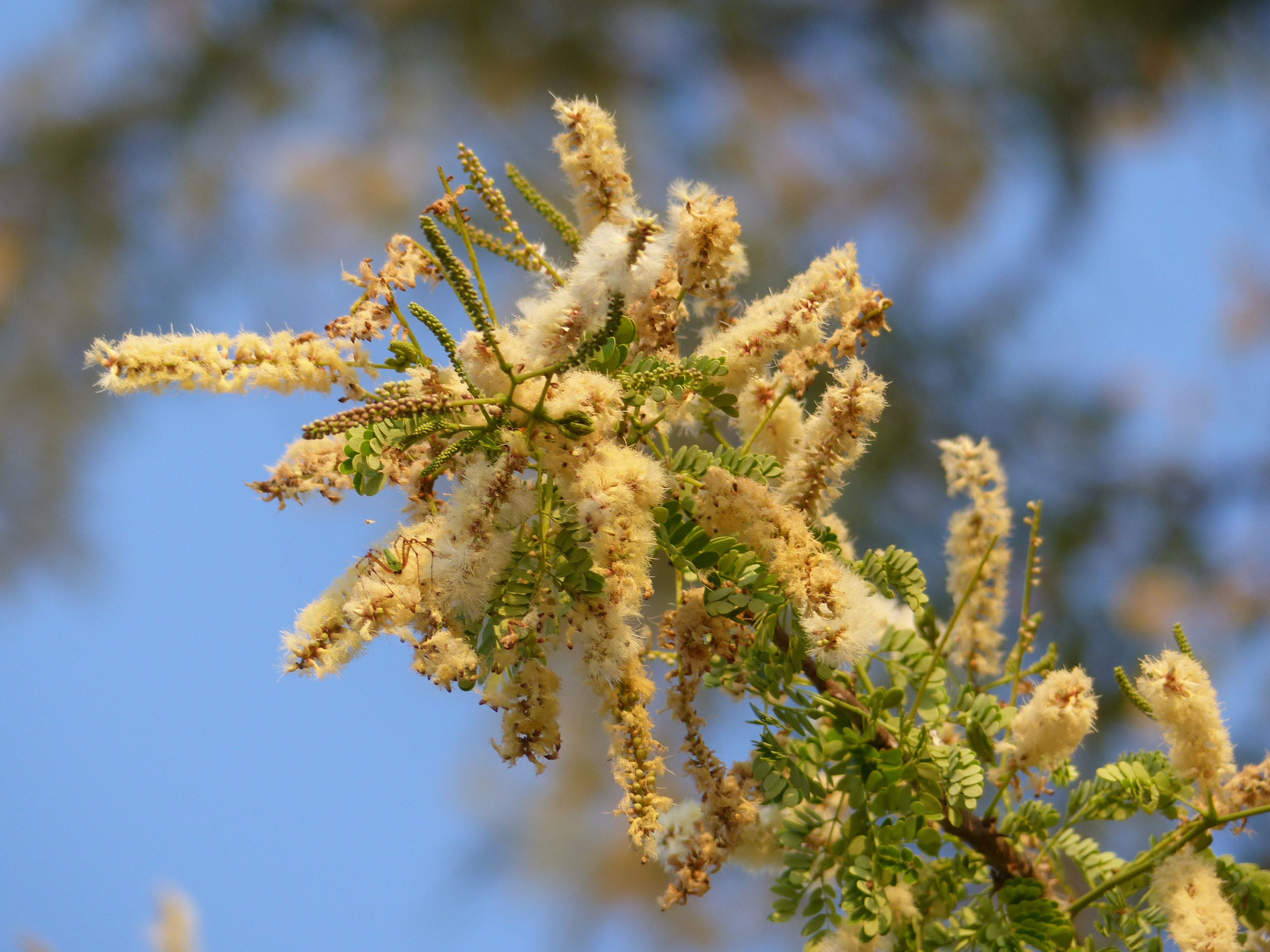
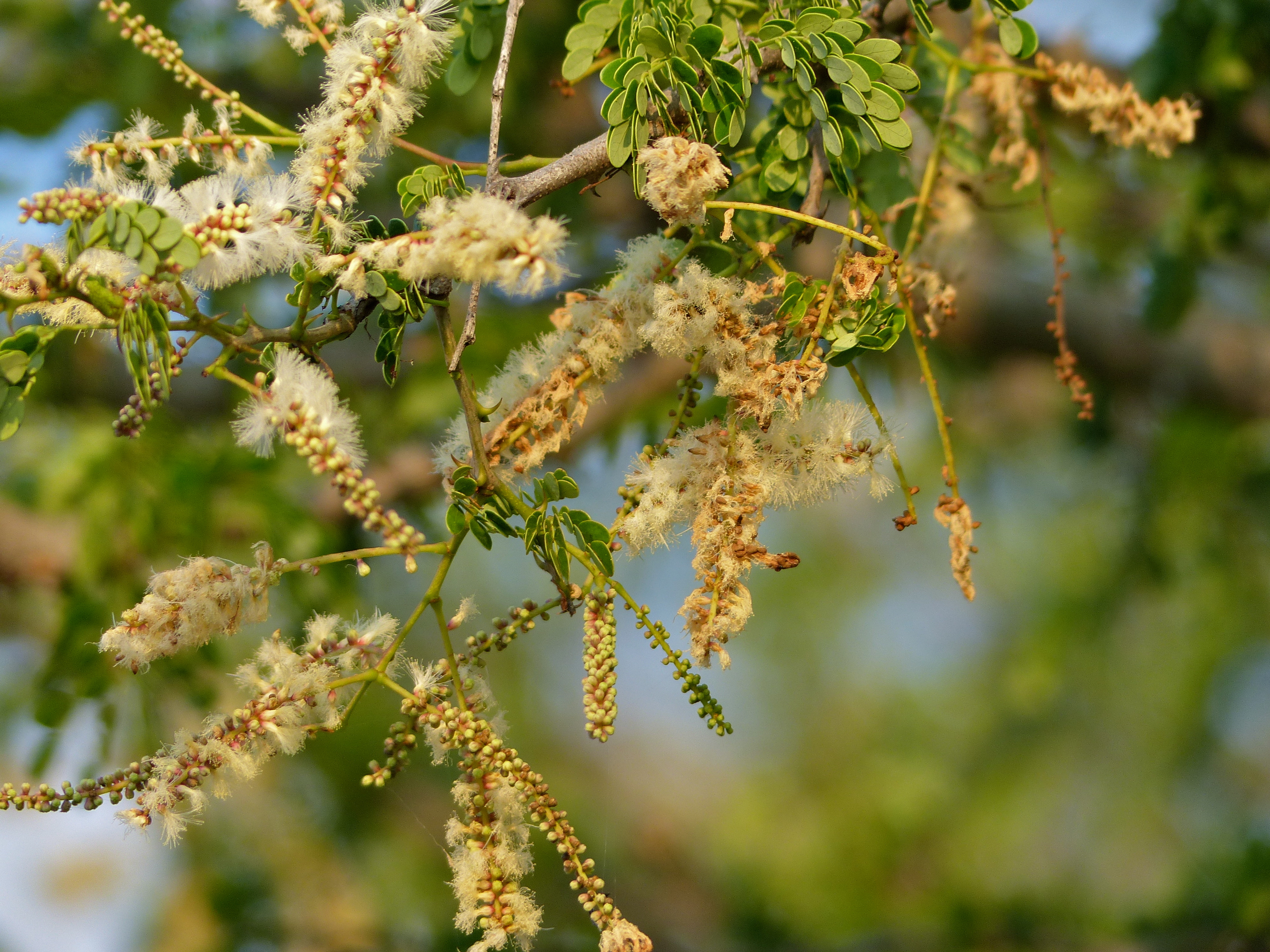